# Roosky
Roosky (Iers: Rúscaigh) is een plaats in het Ierse graafschap County Roscommon. De plaats telt 198 inwoners.